# Fidel Herrera Beltrán
Fidel Herrera Beltrán (Nopaltepec, Veracruz; 7 de marzo de 1949-Ciudad de México, 2 de mayo de 2025) fue un abogado, escritor y político mexicano, autor de libros sobre temas constitucionales. Miembro del Partido Revolucionario Institucional. Fue gobernador de Veracruz entre 2004 y 2010. Fue cónsul de México en Barcelona, España, desde el 19 de octubre de 2015 hasta su renuncia el 22 de enero de 2017.

## Estudios e inicios en la política
Realizó sus estudios básicos en escuelas públicas de los municipios del estado de Veracruz (Nopaltepec y Ciudad Alemán), así como en Tuxtepec, Oaxaca; cursó el bachillerato en la ciudad de Xalapa, Veracruz, y obtuvo en 1971 el título de licenciado en Derecho en la Universidad Nacional Autónoma de México, luego de tres años de estudios previos en la Facultad de Derecho de la Universidad Veracruzana.
- Se desempeñó como investigador en Ciencias Políticas y Administración Pública, en The London School of Economics and Political Science en la Universidad de Londres, Inglaterra.
- Especialidad en Derecho Internacional en el Instituto Internacional de los Derechos Humanos, Estrasburgo, Francia, en la Fundación René Cassin.
- Estudió Comercio Internacional en McGill University en Montreal.[9]
- Diplomado en Vida y Civilización inglesas en el Polytechnic of Central London, Inglaterra.
- Profesor en la FES Acatlán, UNAM.
- En julio de 2007 se tituló como Maestro en Derecho por la Universidad Veracruzana, defendiendo la tesis de “Jefe de Gabinete para México: Una alternativa para la Gobernabilidad Democrática”.[10]
- En octubre del 2010 obtuvo el grado de Doctor en Derecho Público por la Universidad Veracruzana con la tesis “El poder del Poder Legislativo: alternativas para renovar el sistema presidencial mexicano".[11][12]

## Cargos como senador
- De los senadores Fidel Herrera Beltrán y Noemí Zoila Guzmán Lagunes, del grupo parlamentario del Partido Revolucionario Institucional, la que contiene punto de acuerdo por el que se exhorta al poder ejecutivo federal deje exentos del gravamen del 20% a los polvos preparados con edulcorantes no nutritivos.[13]

- Presidente de la Comisión Especial para el seguimiento de la expropiación de los ingenios azucareros.
- Integrante de la comisión de Gobernación Jurisdiccional y Sistema Bicameral de Bibliotecas.
- Vicepresidente de la Comisión Permanente del Congreso de la Unión, en el primero y segundo receso, (2001 y 2002).[14]

## Controversias
En 2007 al zar de las anfetaminas, Zhenli Ye Gon, de la República Popular China, se le encontró una credencial firmada por Fidel Herrera Beltrán, que lo acreditaba como enlace legislativo del Senado, y aunque señaló a muchas autoridades como amigos y contactos suyos (incluido al entonces gobernador del Estado de México Enrique Peña Nieto), solo de Fidel Herrera Beltran habló de que le había financiado su campaña para ser gobernador.
En las grabaciones presentadas por César Nava se puede escuchar que Herrera Beltrán le pide que le haga una carta para llevársela al secretario de Gobernación y le indique que se necesitan cien patrullas para el norte de la entidad.
En otra grabación, Herrera pide dinero en efectivo a uno de sus operadores políticos para apoyar la campaña de Sara Luz Herrera Cano como candidata priista a la presidencia municipal de Alvarado, Veracruz. "Ahora es cuando hay que darle todo el apoyo a ella", expresa.
El periódico Excélsior dio a conocer que Herrera usaba recursos públicos de Veracruz para apoyar a candidatos priistas en las elecciones, ante lo cual, el político retiró de la entidad los ejemplares del diario, según denunciaron usuarios de Twitter.
Fue señalado en el portal electrónico de la revista Forbes por la periodista bloguera Dolia Estévez como una de las "10 Personas más corruptas en México". Para aclarar la falsedad de la nota, Fidel Herrera Beltrán envió una carta aclaratoria a los directivos de la revista Forbes respecto a la información vertida en el artículo, para realizar rectificación, la carta se puede visualizar en diferentes sitios de noticias como El Informador y Plumas Libres según el artículo de la revista Punto Revista, aunque dicha carta jamás llegó a las oficinas de la periodista ni a las de Forbes.
De acuerdo con la revista Proceso, el exgobernador contribuyó, junto con Miguel Alemán Velasco y Javier Duarte de Ochoa, a que la deuda del estado de Veracruz en 11 años (de 2000 a 2011) haya tenido un crecimiento acumulado de 67,000%, de acuerdo con la Secretaría de Hacienda y Crédito Público (SHCP).
El 24 de junio de 2015 la Policía Federal registró una llamada telefónica entre Adrián Ruvalcaba Suárez y Juan Carlos Zaragoza Ríos (empleado de Televisa) donde al lado de Alejandro Emiliano Zapata, crearon una red criminal para denostar y atacar por medio de las redes sociales y la televisión, a los enemigos de quienes pagaran sus servicios, siendo un cliente de ellos Fidel Herrera quien desde hace tiempo los contrató para crear páginas web y campañas de acoso hacia la periodista Carmen Aristegui, y buscó ocultar una foto suya cabalgando al lado de un conocido narcotraficante, según refiere la página SinEmbargo.mx.
En noviembre de 2017, la Clínica de Derechos Humanos de la Facultad de Derecho de la Universidad de Texas publicó su informe «Control... sobre todo el estado de Coahuila». En este, se señala a Herrera junto con otra serie de políticos y militares de dar favores al cartel de Los Zetas, ayudándoles a lavar dinero mediante contratos estatales y federales, y licitaciones públicas, con Pemex y la Comisión Federal de Electricidad, además de hacer contactos con la Policía Federal de México, policías estatales y municipales, y miembros del Ejército de México para que ignoraran sus crímenes en los estados de Veracruz y Coahuila, en los años en que dicho cártel era el más poderoso de México.

## Gobierno Federal
- Secretario técnico de la Comisión Coordinadora del Servicio Social de Estudiantes de Educación Superior (SPP).
- Director general y delegado fiduciario del Fondo Nacional de Habitaciones Populares (FONAPO-SEDUE); y presidente del Consejo de Administración de Administradora Inmobiliaria, SA.
- Oficial mayor en la LIII Legislatura de la Cámara de Diputados.
- Oficial Mayor de la Secretaría de Desarrollo Urbano y Ecología.
- Coordinador de asesores del secretario de Gobernación y para la Promoción de la Participación Social de la misma secretaría.
- Líder del PRI en Veracruz

## Legislador
- Diputado federal por la XLIX Legislatura en Cosamaloapan, Ver.,
- Diputado federal por la LI Legislatura en Pánuco, Ver.,
- Diputado federal por la LV Legislatura en Cosamaloapan, Ver., y por la LVII Legislatura en Boca del Río, Veracruz.
- Senador de la República durante las Legislaturas LVIII y LIX